# Helanthium tenellum
Echinodorus tenellus е популярно водно и аквариумно растение от род Ехинодорус.

## Произход на името
Echinodorus – вж. ехинодорус; tenellus – от латински – нежен, деликатен.

## Описание
Деликатно блатно растение, няма ризома. Височина – до 6 cm при емерсно култивиране, до 5 cm при субмерсно култивиране. Надводните листа са с дължина 0,5-4 cm и ширина 2-4 mm, лъскави, зелени на цвят. Петурата е ланцетна, 1-3 жилки на лист. Подводните листа са по-тесни и издължени – 5-10 cm дължина и 1-3 mm ширина, цветът им понякога е кафяв до червен.
Съцветието е с 1-2 разклонения, 4-6 цвята на разклонение. Цветът е бял, с диаметър 6-10 mm. Субмерсните култури не формират съцветия.

## Разпространение
Южна Америка, Централна Америка, Северна Америка.

## Култивиране
Echinodorus tenellus е най-малкият представител на род Ехинодорус. Отглеждано при подходящи условия, растението формира вегетативно множество леторасли и покрива големи площи за кратко време. В акваристиката е предпочитано и популярно растение за преден план. За успешно отглеждане трябва да му се осигури силно осветление – 0,5-0,7 и повече вата/литър, подхранване с въглероден диоксид, богат на хранителни вещества грунт, за предпочитане ситен чакъл или пясък, мека до средно твърда, слабо кисела вода с температура 22-28 °C. В природата се среща главно емерсната форма на E. tenellus. Расте по песъчливите, влажни разливи на реки и водоеми със застояла вода.